# (541085) 2018 QH6
(541085) 2018 QH6 es un asteroide perteneciente al cinturón de asteroides descubierto el 28 de septiembre de 2011 por el equipo del Spacewatch desde el Observatorio Nacional de Kitt Peak, Arizona, Estados Unidos.

## Designación y nombre
Designado provisionalmente como 2018 QH6.

## Características orbitales
2018 QH6 está situado a una distancia media del Sol de 2,369 ua, pudiendo alejarse hasta 3,002 ua y acercarse hasta 1,736 ua. Su excentricidad es 0,267 y la inclinación orbital 20,93 grados. Emplea 1332,17 días en completar una órbita alrededor del Sol.

## Características físicas
La magnitud absoluta de 2018 QH6 es 18. 